# David Lee (cestista 1942)
David G. Lee (Modesto, 31 marzo 1942) è un ex cestista statunitense, professionista nella ABA.

## Carriera
Venne selezionato dai San Francisco Warriors al settimo giro del Draft NBA 1964 (59ª scelta assoluta).